# Damernas singelsculler i rodd vid olympiska sommarspelen 1992
Damernas singelsculler i rodd vid olympiska sommarspelen 1992 avgjordes mellan den 28 juli och 2 augusti 1992.

## Medaljörer
| Gren          | Guld                 | Silver                  | Brons                |
| Singelsculler | Elisabeta Lipă (ROU) | Annelies Braedael (BEL) | Silken Laumann (CAN) |

## Resultat

### A-final
| Placering | Roddare           | Land      | Tid     |
| --------- | ----------------- | --------- | ------- |
| 1         | Elisabeta Lipă    | Rumänien  | 7:25,54 |
| 2         | Annelies Braedael | Belgien   | 7:26,64 |
| 3         | Silken Laumann    | Kanada    | 7:28,85 |
| 4         | Anne Marden       | USA       | 7:29.84 |
| 5         | Maria Brandin     | Sverige   | 7:37,55 |
| 6         | Corinne Le Moal   | Frankrike | 7:41.85 |